# Cortylandia

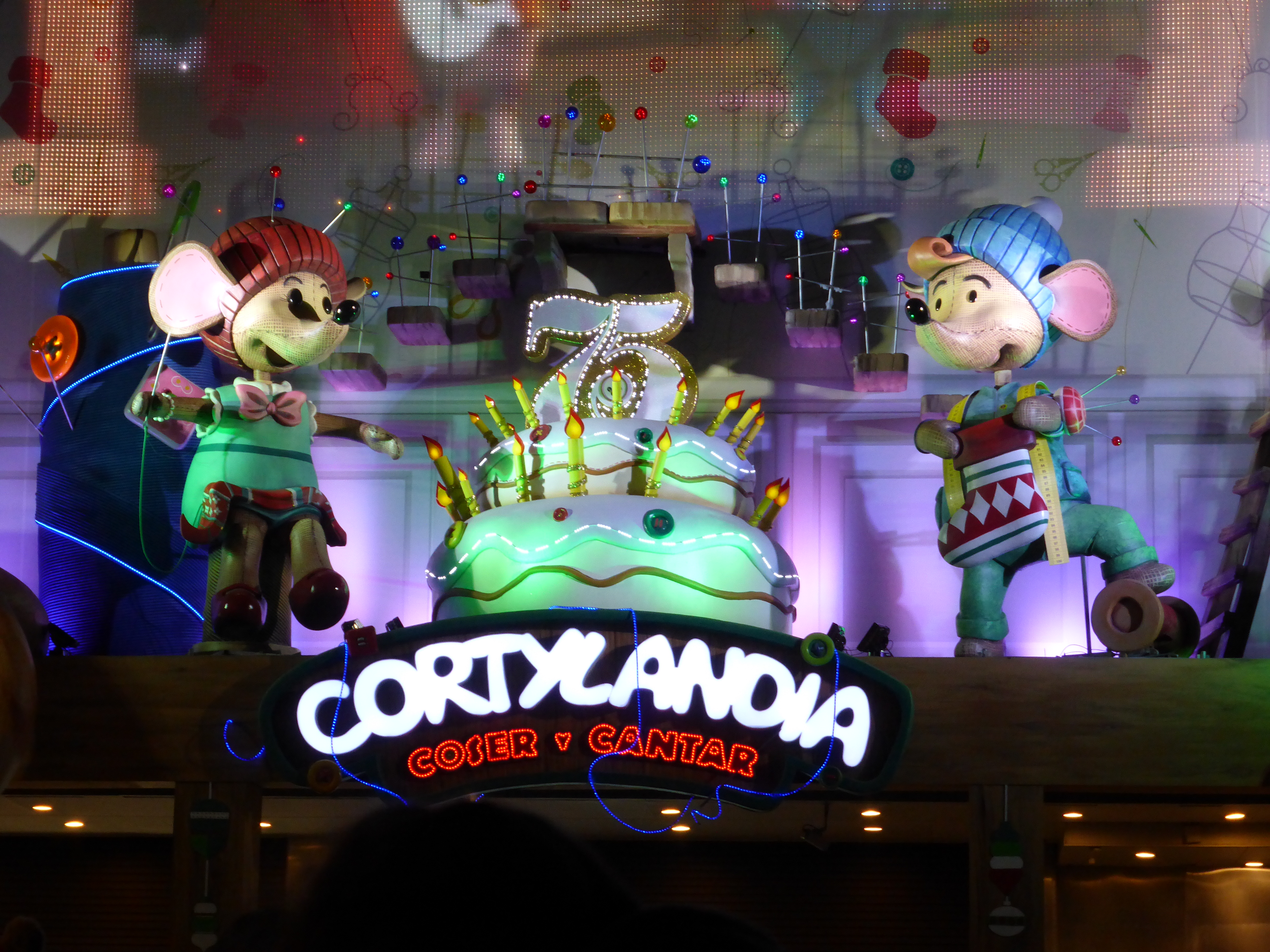
Coser y Cantar, Cortylandia 2016, en la fachada exterior de la calle del Maestro Victoria, de Madrid.

Cortylandia es el nombre que recibe el espectáculo infantil animatrónico organizado anualmente en fechas navideñas por El Corte Inglés en la fachada de sus centros comerciales más importantes. El espectáculo, que consiste en un retablo lleno de figuras y decoración que se mueven y cantan diversos temas, se organizó por primera vez en la Navidad de 1979 en el centro comercial de Preciados en Madrid. Frente al espectáculo, gratuito al realizarse en la calle en la fachada del edificio, suele concentrarse una media de 3.000 personas. Cada año la decoración temática cambia, y con ella las canciones y los protagonistas, aunque todos los años el espectáculo comienza con una misma sintonía que se ha hecho popular. Con el tiempo, el espectáculo se fue realizando también en centros de El Corte Inglés de otras ciudades de España.

## Historia

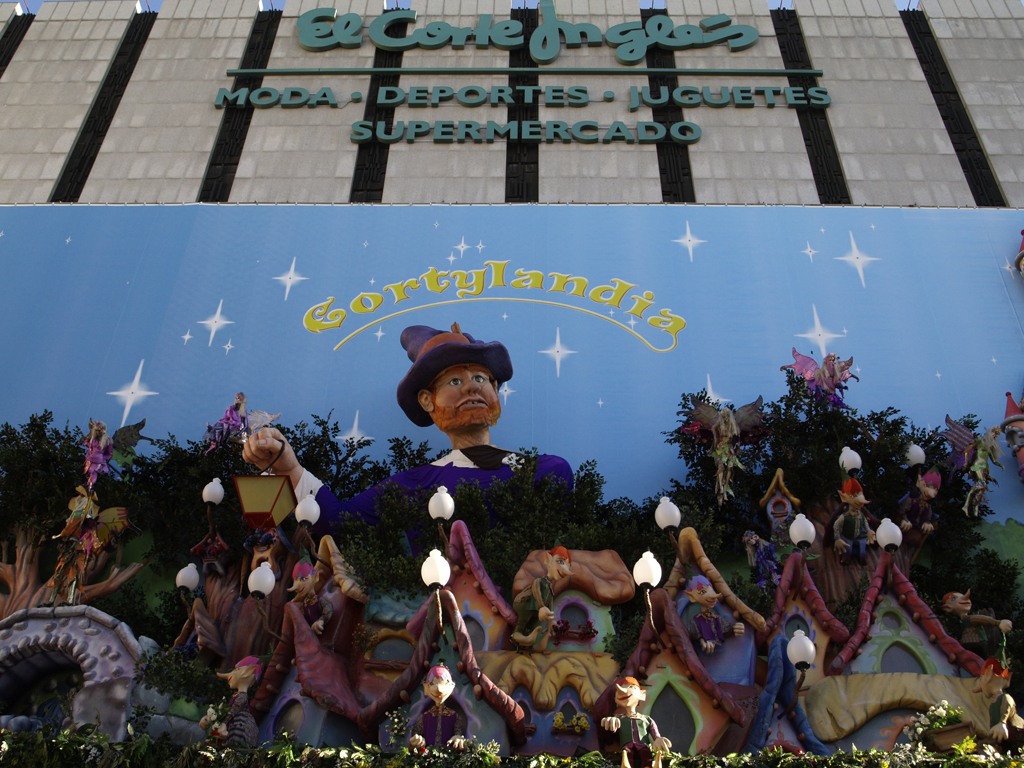
Instantánea de la edición de 2008, dedicada a elfos y hadas.

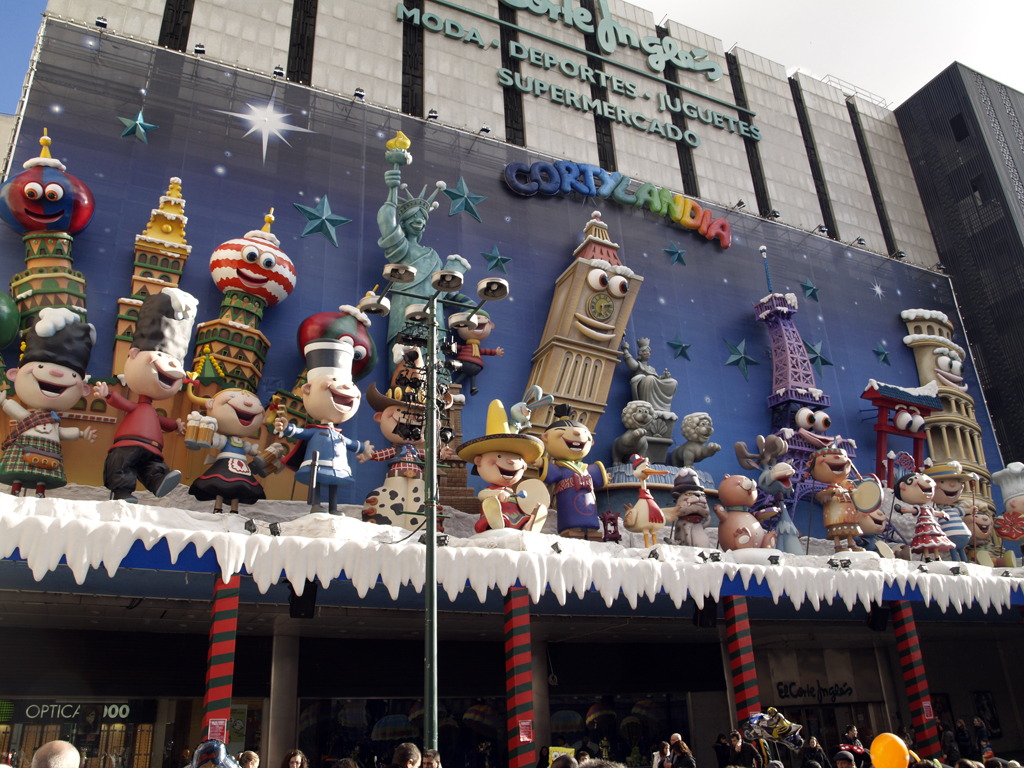
Instántanea de la edición de 2010, dedicada a países del mundo.

En el año 1979 El Corte Inglés de la calle Preciados inauguró el primer Cortylandia. En aquella ocasión se utilizó un retazo de selva africana y una máquina de tren real que funcionaba en el Parque de Atracciones de Madrid.
La razón por la que la firma decidió crear su primera instalación de este tipo fue el publicitar la ampliación de aquel centro comercial, que hoy sigue siendo el principal escenario de 'Cortylandia'. A partir de ahí se convirtió en un clásico familiar en las fechas navideñas. Debido a su éxito, los montajes se empezaron a llevar a otras ciudades españolas con motivo de otras celebraciones, como la Feria de Abril, en Sevilla, o las Fiestas de San Mateo, en Valladolid.
Entre los decorados que el público más veterano aún recuerda está el de Gulliver, de 1985, cuyo montaje medía 18 metros de altura y pesaba tres toneladas. Otras de las creaciones más relevantes creadas por el departamento artístico de El Corte Inglés fueron los Cortylandia dedicados a Don Quijote, en 1989, a Aladino, en 1993, o a El Señor de los anillos, en 2001. en ningún año se ha dejado de poner cortylandia excepto en 2020 por la pandemia del coronavirus
Detrás de todos estos montajes hay un enorme despliegue técnico que acarrea el transporte e instalación de andamios, lonas y sistemas eléctricos, neumáticos y electrónicos. La inversión económica que supone está pensada para entretener a los niños e incentivar las compras de sus padres.

## Imagen y sonido
La banda sonora clásica de 'Cortylandia' la compuso Álvaro Nieto, autor de temas como 'Gavilán o paloma', que interpreta desde los años 70 Pablo Abraira. Hoy es su hijo el encargado de componer la música del espectáculo. El estribillo es siempre el mismo, y dice: «Cortylandia, Cortylandia, vamos todos a cantar, alegría en estas fiestas porque ya es Navidad».